# Haplochromis burtoni
Haplochromis burtoni é uma espécie de peixe da família Cichlidae.
Pode ser encontrada nos seguintes países: Burundi, Ruanda, Tanzânia e Zâmbia.
Os seus habitats naturais são: rios, rios intermitentes, pântanos, lagos de água doce, marismas de água doce, marismas intermitentes de água doce e deltas interiores.